# 豪蘭島
豪蘭島（英語：Howland Island，/ˈhaʊlənd/）是一座位於太平洋中部赤道以北的無人居住的珊瑚岛，位於檀香山西南約1,700海裡（3,100公里）。該島幾乎處於夏威夷和澳大利亞之間，為美國的一個無組織、未建制的領土，與貝克島一同構成菲尼克斯群岛的一部分。豪蘭島在南北軸線上呈細長的黃瓜形狀，長1.40 x 0.55英里（2.25公里 × 0.89公里），總面積1平方英里（640英畝；2.6平方公里）。
由美國魚類及野生動物管理局管理的豪蘭島國家野生動物保護區則包括整個島嶼和周圍32,074英畝（129.80平方公里）的水下區域，屬於美國內政部旗下的島嶼地區，同時也是太平洋偏遠島嶼海洋國家保護區的一部分。
目前，該環礁並未進行任何經濟活動，而是以自然保護區的身分進行管理。1937年7月2日，著名飛行員愛蜜莉亞·厄爾哈特進行環球飛行計劃時，她的飛機在此地區失蹤，儘管當時一直進行搜尋，但仍未找到。該島曾在二戰中擁有一個為她計劃中途停留而建造的機場，但後來遭到損壞且缺乏維護，逐漸消失。豪蘭島沒有港口或碼頭，其岸礁可能構成海上危險。西海岸的沙灘中間設有一個停船區和一座搖搖欲墜的日間信標。美國魚類和野生動物管理局每兩年訪問該島一次。在19世紀曾進行鳥嘌呤的開採，而在1930年代作為美國赤道群島殖民計畫的殖民區域進行開發。如今島上仍保留一些殖民地的歷史遺跡，還有一座名為埃爾哈特燈塔的石塔。

## 自然
豪蘭島屬於赤道氣候，降雨量有限，陽光強烈。持續吹來的東風有助於緩和氣溫。該島地勢低窪，環繞著狹窄的暗礁，中央區域稍微較高，最高點海平面約六公尺。
這裡缺乏天然淡水資源。周圍景觀散佈著草叢，並有匍匐的藤蔓、低矮的紫藤和灌木。在1942年，一名目擊者描述島中心一座非常淺的山丘上有片「低矮的、枯死腐爛的橙花破布木林」。2000年，一位參與科學考察的遊客報告稱，看到一片「平坦的珊瑚沙推平平原，沒有一棵樹」，以及一些殖民時期或二戰時期建築的遺跡，所有的木頭和石頭廢墟都被植被長滿。
豪蘭主要是海鳥、濱鳥和海洋野生動物的築巢、棲息和覓食地。該島及其周圍的海域已被國際鳥盟認定為重点鸟区（IBA），作為白斑军舰鸟、蓝脸鲣鸟、红尾热带鸟和乌燕鸥等海鳥的棲息地，同時也是候鳥遷徙地，中途停留時可以觀察到鬃鷸。

## 經濟學
美國聲稱對豪蘭島擁有200海浬（370公里）的專屬經濟區和12海浬（22公里）的領海。

## 時區
由於豪蘭島無人居住，因此未被指定特定時區。然而根據航海時區，該島位於UTC-12時區（國際日期變更線東側）。而豪蘭島和貝克島是地球上唯一遵守這一時區的地方。這個時區也被稱為AoE时间，這是一種日曆名稱，表示當豪蘭島的一天結束後，這一天就一定已經在地球上的任何地方結束了。因此在AoE時間計法下，豪蘭島上一天的結束被定義為一天的結束。

## 歷史

### 史前聚落
稀疏的小徑和其他地表特徵顯示早期波利尼西亚人可能曾存在於豪蘭島，這些特徵包括挖掘和土丘、堆疊的岩石以及由長而平坦的石頭製成的人行道。在1860年代，詹姆斯·鄧肯·海牙在島上注意到一些發現，包括一間小屋的遺跡、獨木舟碎片、一顆藍色珠子以及沙中埋葬的人體骨骼。然而由於木質材料容易腐爛，以及波利尼西亞文化缺乏珠飾製作的特徵，這些材料可能在本質上並非具有歷史的重要性。島上出現的庫樹（Cordia subcordata）和波利尼西亚鼠也被視為早期波利尼西亞人訪問豪蘭的可能證據。
然而，美國陸軍工程兵團於1987年進行的唯一一次現代考古調查中，未能發現史前定居或該島使用的證據，雖然受限於時間的限制而地下測試的範圍有限。此外，美國陸軍工程兵團的調查未能找到海牙所描述的建築特徵，儘管他們承認這可能是由於後來在機場建設過程中這些特徵被破壞所致。美國魚類和野生動物管理局後來的一項保育計畫表明，豪蘭島很可能被用作中途停留點或集合點，而非永久佔據。

### 捕鯨者的目擊事件
約在1822年左右，南塔克特的捕鯨船奧埃諾號（Oeno）的船長喬治·B·沃斯（George B. Worth)）發現了豪蘭島，並將其命名為沃斯島 (Worth Island)。1828年，美國捕鯨船密涅瓦·史密斯號 (Minerva Smith) 的丹尼爾·麥肯齊 (Daniel MacKenzie) 首先繪製了該島的圖表，並於1828年12月1日以船主的名字重新命名該島，當時他並不知道沃斯的發現事件。豪蘭島最後一次被命名是在1842年9月9日，一名瞭望員在由來自新伯福的吉奧船長 (Captain Geo) 在其指揮的伊莎貝拉號 (Isabella) 捕鯨船上發現。
根據英國皇家海軍邦蒂號的威廉·布萊船長在叛變後的日記描述，他在1789年4月被叛亂分子漂流後不久就在島上停留過。他帶領18名船員在島上尋找生計，包括牡蠣、水和食物，還有各種鳥類。布萊對該島的描述有一些爭議，因為他的航行路線從東加和托富阿島開始，然後大致向西直達帝汶。

### 美國佔有和鳥糞開採
1856年，當《鳥糞群島法案》實施時，美國正式佔領了豪蘭島，而當時該島並無人居住。在此前的數十年來，豪蘭島一直以航行的危險而聞名，多艘船隻經常在該處失事。從1857年到1878年10月左右，美國公司開始採礦該島的鳥嘌呤礦床，然而在這期間，採礦公司之間存在著爭議。
伊莎貝拉號的船員在發現了該島後通知了泰勒船長。由於泰勒在印度洋還發現了另一個鳥糞島，兩位船長達成協議，共享兩個島上的鳥糞利益。泰勒與1857年成立的美洲鳥糞公司（American Guano Company）總裁阿爾弗雷德·G·本森聯繫，而喬治·豪蘭（George Howland）和馬修·豪蘭（Matthew Howland、後來成為美國鳥糞公司的成員）與其他企業家進行了接觸。在波普船長的帶領下，泰森於1854年乘坐盧梭號抵達該島，並描述該島被鳥兒佔據，老鼠橫行。
美洲鳥糞公司提出對貝克島和賈維斯島的主權主張，並獲得了1856年《鳥糞群島法案》的承認。本森試圖讓美洲鳥糞公司對豪蘭島礦藏感興趣；然而，最終，美洲鳥糞公司對豪蘭島的礦藏提出了要求。然而，公司董事認為他們已經有足夠的資金。1857年10月，美洲鳥糞公司派本森的兒子亞瑟前往貝克島和賈維斯島勘察鳥糞礦床。並訪問了豪蘭島採集鳥糞樣本。隨後，阿爾弗雷德·G·本森從美洲鳥糞公司辭職，與內徹、泰勒和喬治·W·本森一起成立美國鳥糞公司（United States Guano Company）以開採豪蘭島上的鳥糞，這一主張得到了1856年《鳥糞群島法案》的承認。
然而，當美國鳥糞公司在1859年派遣他們的船隻進行鳥糞開採時，他們發現豪蘭島已被由美洲鳥糞公司派去的人佔據。兩家公司最終向紐約州法院提起訴訟，美洲鳥糞公司辯稱對方實際上已經放棄了該島，因為《鳥糞群島法案》要求的所有權、持續佔有和實際佔用未發生。最終兩家公司都被允許進行鳥糞礦床的開採，但到1878年10月，這些礦床基本上已枯竭。參與採礦作業的工人主要來自太平洋沿岸地區，包括夏威夷；其中夏威夷工人將豪蘭島稱為Ulukou（亦為「庫樹林」）。
19世紀末，英國宣稱對該島擁有主權，並嘗試進行採礦活動。英國公司約翰·T·阿倫德爾公司於1886年至1891年期間使用來自庫克群島和紐埃島的工人短暫佔領了該島。
為了澄清主權，美國於936年5月13日頒布了第7368號行政命令。

### 伊塔斯卡敦

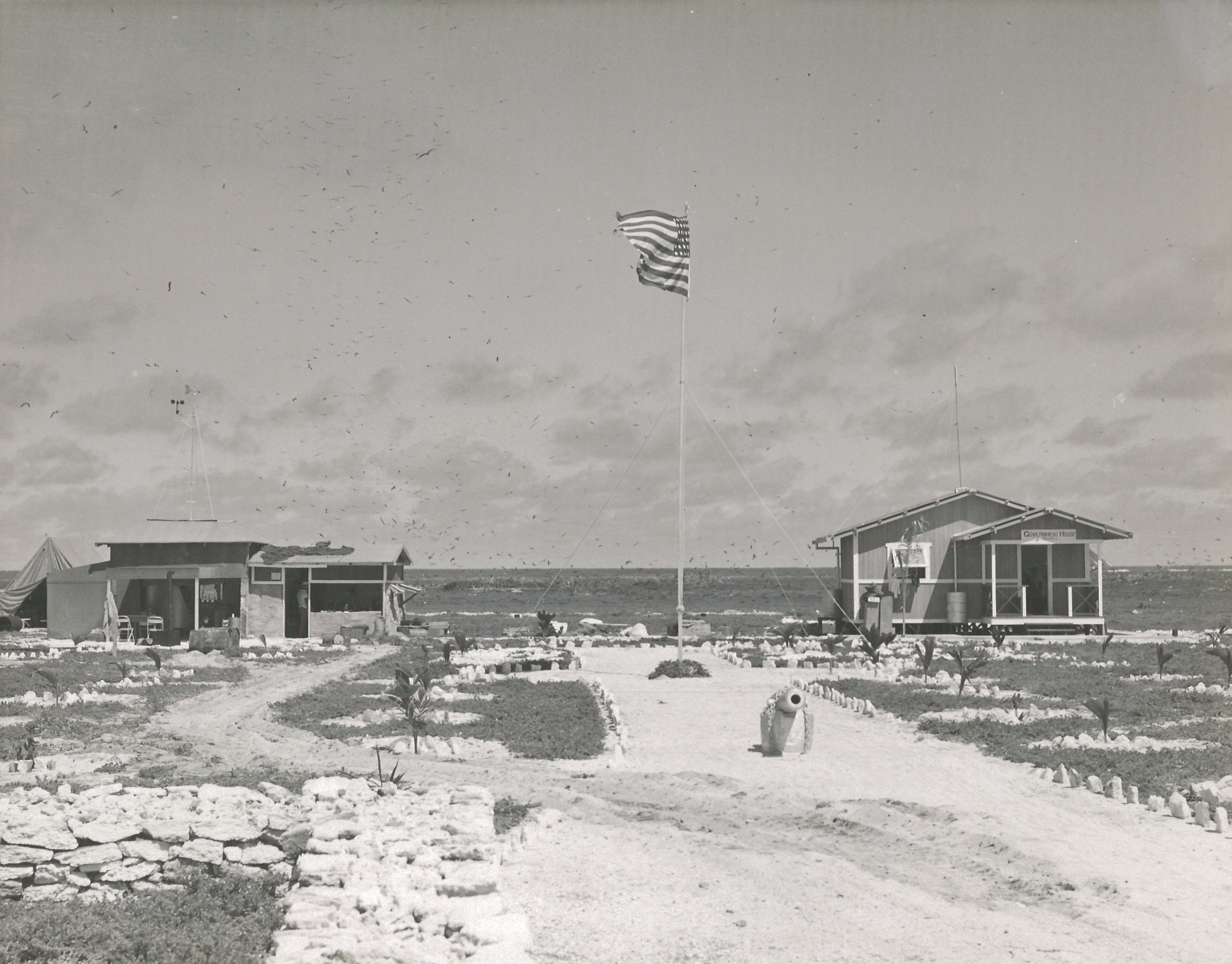
豪蘭島殖民地的景觀
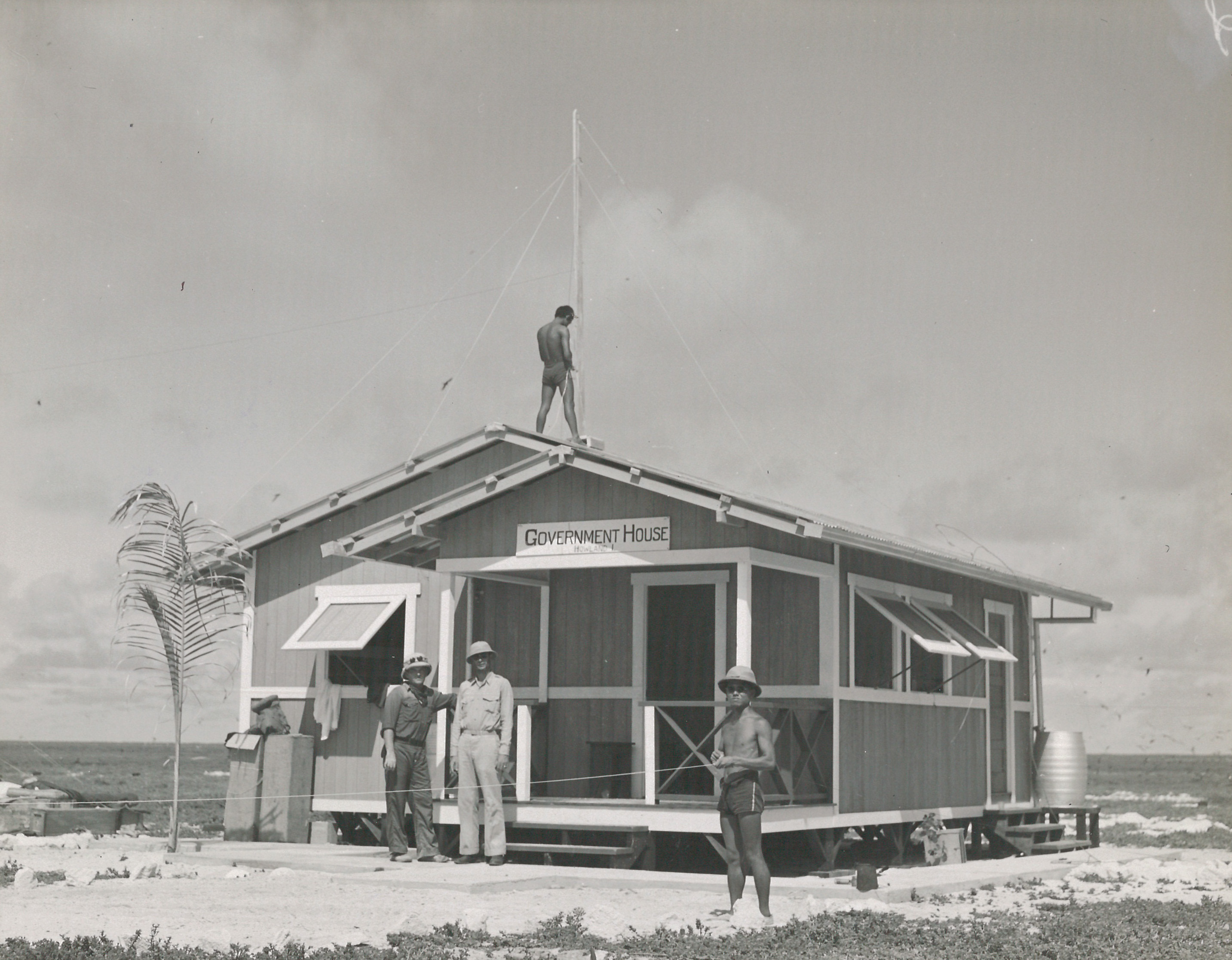
總督府
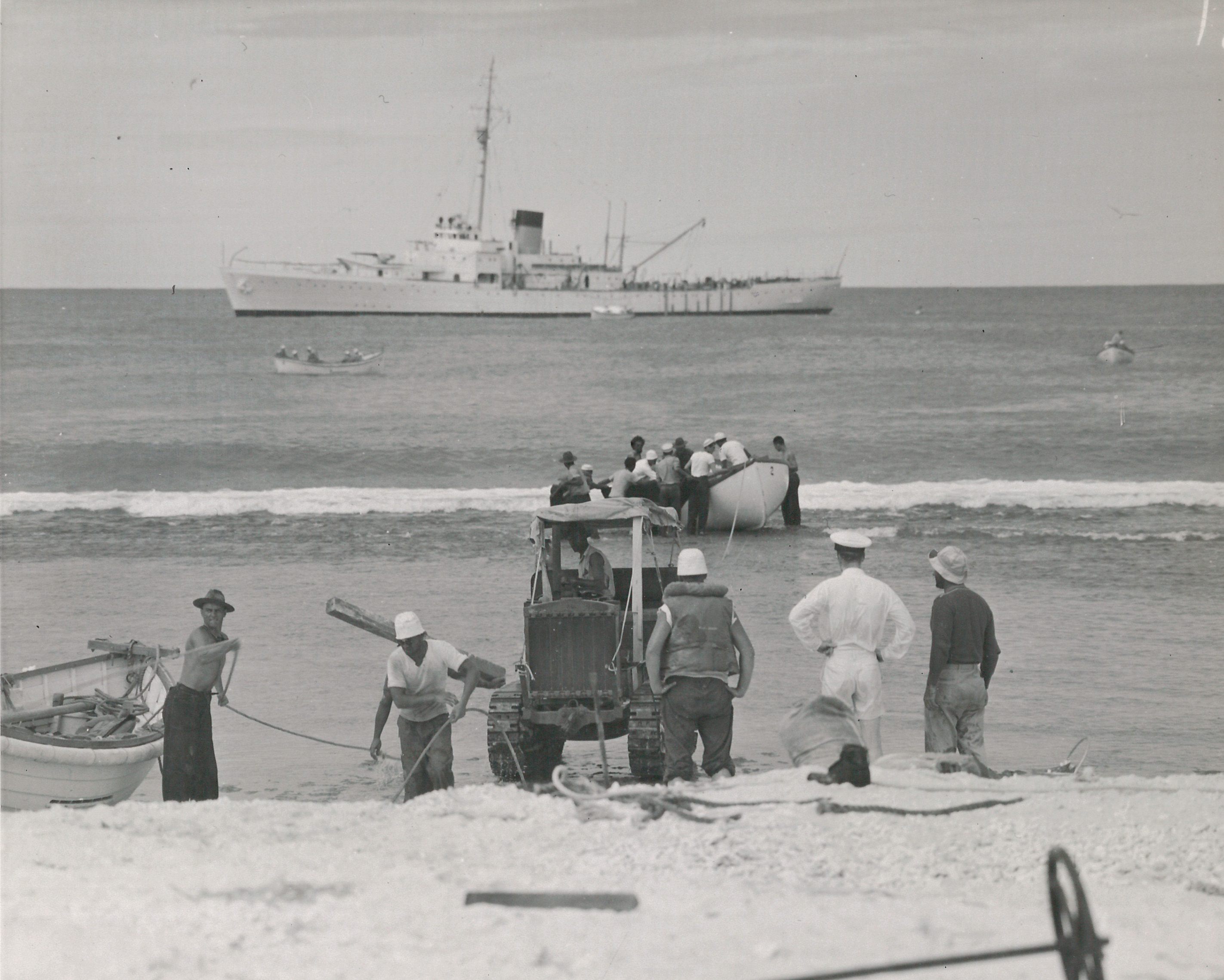
豪蘭島殖民地的卸貨船
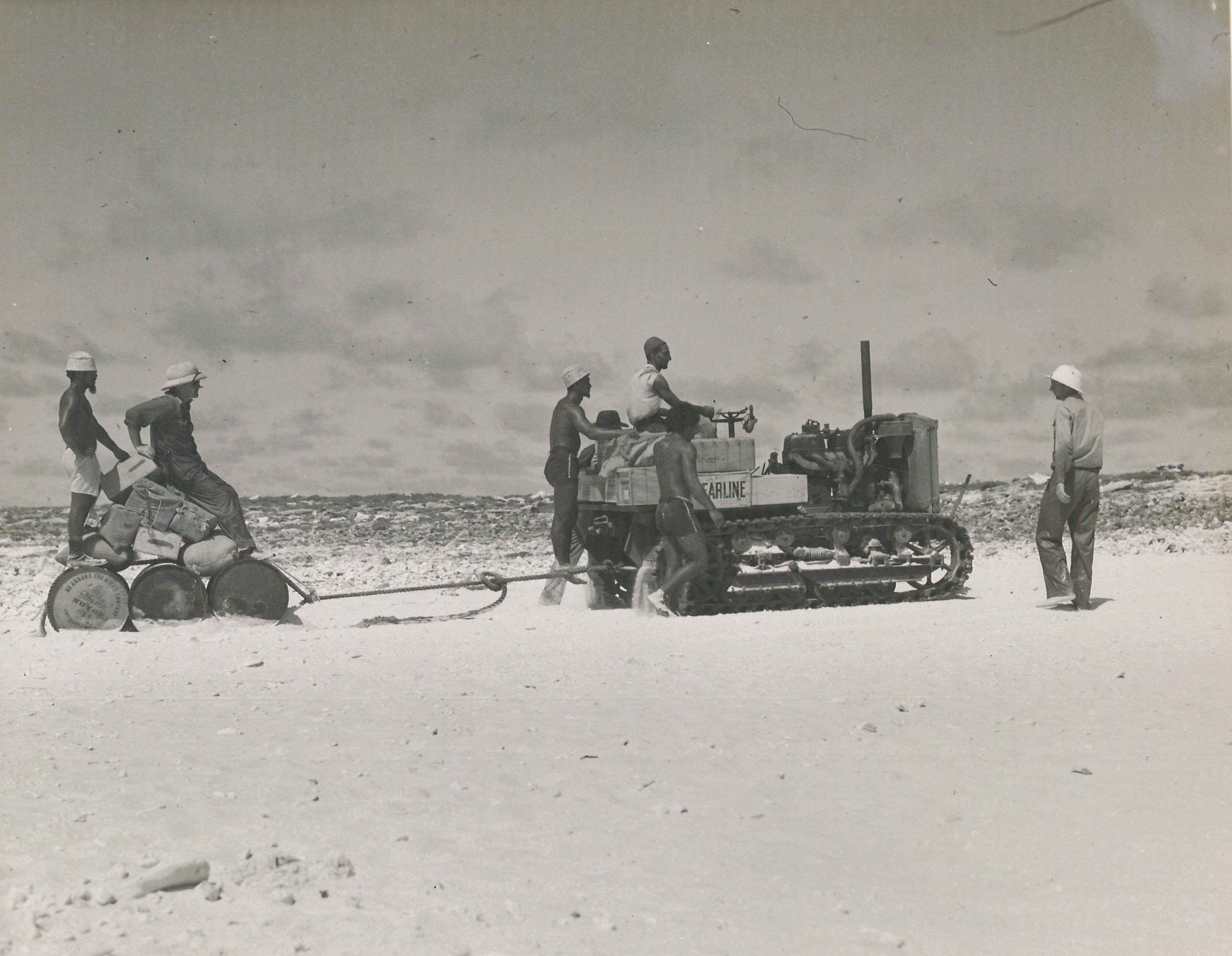
殖豪蘭島營地正在運送水桶和補給品。

1935年，美國赤道群島殖民計畫的殖民者首次抵達豪蘭島，旨在在中太平洋建立美國的永久據點。這個計畫由來自檀香山卡美哈美哈男子學校的四名校友和學生組成的輪流小組發起。據該殖民計畫的參與者之一喬治·韋斯特（George West）表示，儘管這些新兵已報名參加科學考察，預計在為期三個月的任務中收集植物和生物樣本，但一旦啟程，他們被告知：「你的名字將載入史冊」，這片島嶼將成為「連接澳洲和加利福尼亞航線上的著名空軍基地」。
該殖民點由湖級快艇艾塔斯卡號運載將殖民者帶到豪蘭島，該船隻當時亦在其他赤道島嶼間進行定期航行。其中據點「伊塔斯卡敦」在位於島的西側建立，最初由六座小型木造建築和帳篷構成。初來報到的殖民者得到豐富的罐頭食品、水和其他物資，還有汽油動力的冰箱、無線電設備、醫療包和大量香煙。而捕魚使他們的飲食更加多樣化。
殖民者的大部分工作包括每小時進行天氣觀測和在島上建造基本的基礎設施，包括清理飛機著陸跑道。在此期間，該島使用夏威夷時間，比UTC晚10.5小時。類似的殖民計畫也在附近的貝克島和賈維斯島以及後來成為吉里巴斯一部分的菲尼克斯群島的坎頓島和恩德伯里島展開。根據1940年美國人口普查，豪蘭島在1940年4月1日的人口為4人。

### 卡馬卡維機場

阿米莉亚·埃尔哈特計畫橫跨太平洋的飛行路線。

1930年代中期，美國曾在島上建立一個簡陋的飛機著陸區而進行地面整理，希望豪蘭島最終能夠成為跨太平洋商業航線的轉運站。同時，為了進一步對抗競爭對手英國，美國在該地區提出領土主張。1937年，豪蘭島被指定為美國飛行員阿米莉亚·埃尔哈特和航海家佛萊得·努南環球飛行的預定加油站。美國航空商務局（Bureau of Air Commerce）使用公共事业振兴署資金建造了三座未鋪砌的分級機場跑道，旨在容納埃爾哈特的雙引擎洛克希德10型伊萊克特拉。
該設施以詹姆斯·卡馬卡維（James Kamakaiwi）的名字命名，他是一位年輕的夏威夷人，與第一批四名殖民者一起抵達。他被選為小組的領導者，並在豪蘭島度過了比一般新兵更長的三年多時間。它也被稱為WPA豪蘭機場（WPA貢獻了12,000美元成本的約20%）。艾爾哈特和努南在1937年7月2日從新幾內亞萊城起飛，當他們的飛機接近時，他們的無線電信號在島嶼附近被接收到，但之後就再也沒有出現過。
據了解，儘管無線電通訊和無線電測向存在一些問題，但由於當天早上的最後無線電通信，他們肯定已經進入了豪蘭島的無線電範圍內。艾爾哈特在1937年7月2日上午7時42分記錄的一些最後訊息中寫道：「我們應該在你們上空，但是無法看到你們——燃料過少。無法收到你們的訊號。我們的高度是1000英尺。」上午8時43分，艾爾哈特報告說：「我們現在在157 337線上。我們將重複這個信息。我們將在6210千赫重複。等等...」。豪蘭島最後收到的埃爾哈特的聲音傳播說明她與努南沿著一個位置線飛行。
為何兩人從未到達豪蘭島的機場，為什麼在尋找他們的過程中沒有找到任何線索而引發了此後數十年來世人的搜索、理論和猜測。在進行了迄今為止歷史上最大規模的搜救嘗試後，美國海軍得出結論，在抵達豪蘭島之前，伊萊克特拉號已經耗盡燃料。許多後來的研究也得出了同樣的結論；然而，飛機尚未被發現，人們已經考慮了一些替代理論，例如埃尔哈特登陸該地區的另一個島嶼並以漂流者的身份生活。

### 日本在第二次世界大戰期間的襲擊

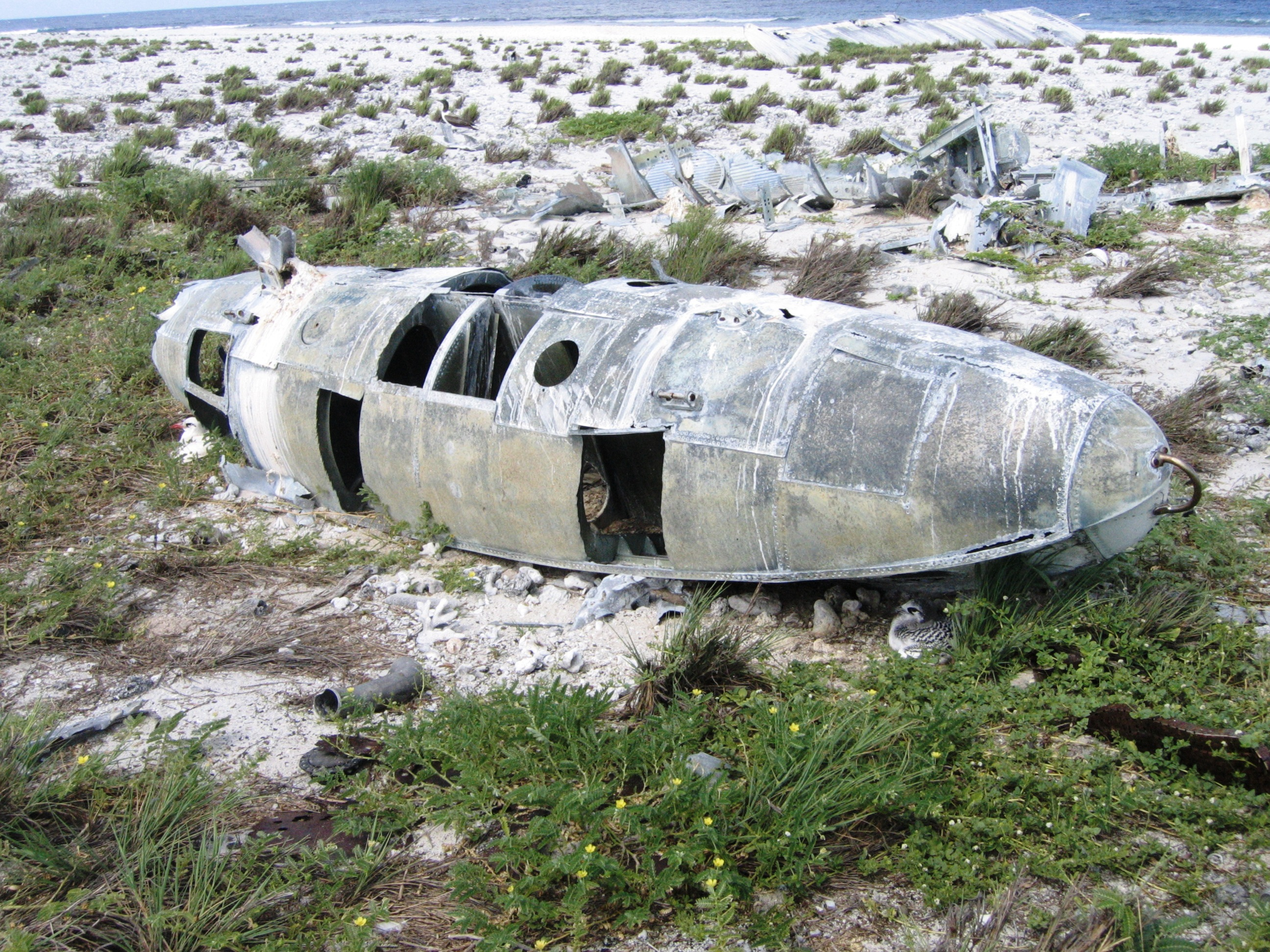
豪蘭島上的飛機殘骸。

1941年12月8日，大日本帝國出動14架九六式陸上攻擊機千歳海軍航空隊從瓜加林環礁開始對太平洋上的群島發動空襲，並在豪蘭島上炸死了殖民者理查德·“迪基”·卡納尼·威利（Richard "Dicky" Kanani Whaley）與約瑟夫‧凱洛哈‧凱利哈納努伊（Joseph Kealoha Keli'ihananui）。這次襲擊發生在珍珠港事件並摧毀卡馬卡維機場的三個簡易機場的第二天。兩天后，日本潛艇的砲擊摧毀了伊塔斯卡敦殖民地僅存的建築物。一架轟炸機在接下來的幾週內兩次返航，並在廢墟上投下了更多炸彈。
1942年1月31日，伊塔斯卡敦的兩名倖存者最後被美國海軍驅逐艦赫爾姆號撤離。兩名倖存者之一托馬斯·貝德曼（Thomas Bederman）後來在1942年3月9日的《生活》雜誌上講述了他在這次事件中的經歷。豪蘭島於1943年9月被美國海軍陸戰隊營佔領，直到1944年5月才被稱為豪蘭海軍航空站。
1944年後，所有定居點嘗試都被放棄。其他四個島嶼的殖民計畫也因戰爭影響而放棄。據了解，在此期間沒有飛機曾在島上降落過，但附近的錨地曾被水上飛機和水上飛機使用過。例如，1944年7月10日，威廉·海因斯駕駛的美國海軍馬丁PBM-3-D水手號飛行艇發動機起火，迫降在豪蘭島附近海域。海因斯將的飛機擱淺而被燒毀，但機組人員沒有受傷，並被美國海軍陸戰隊巴爾薩姆號救起，在轉移到一艘潛艇追擊者後被帶到坎頓島。

## 國家野生動物保護區

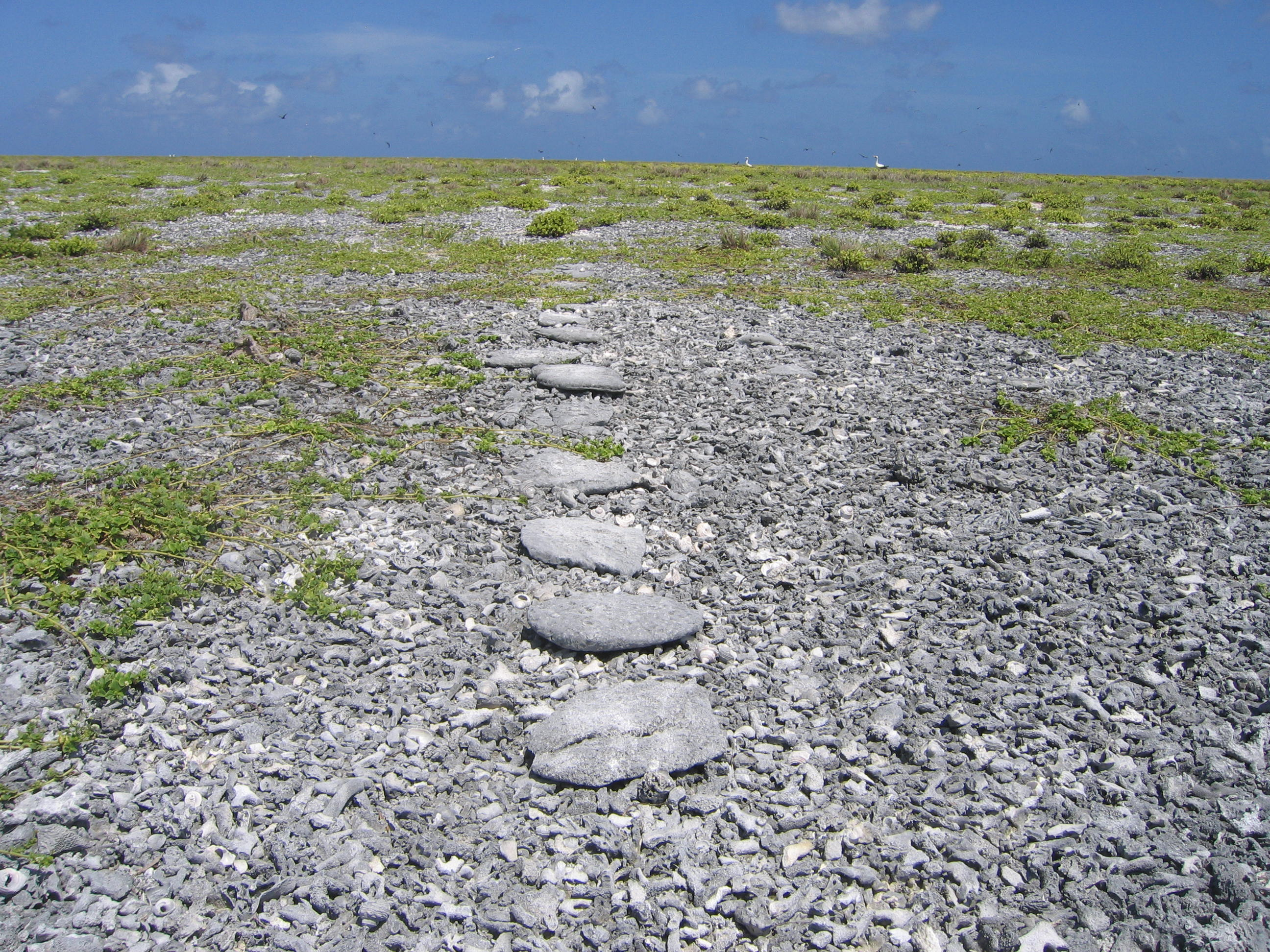
豪蘭島上的墊腳石
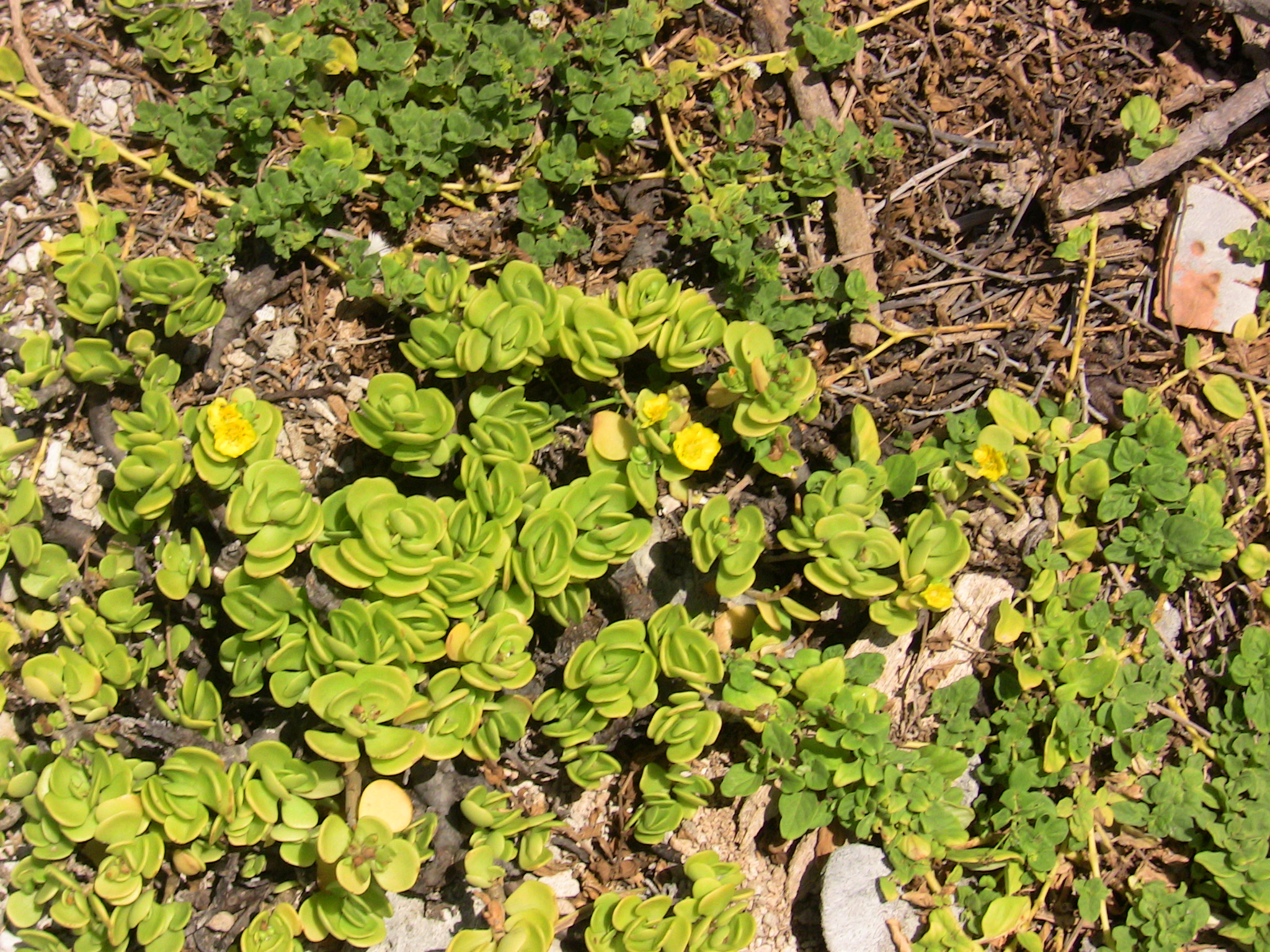
地被植物
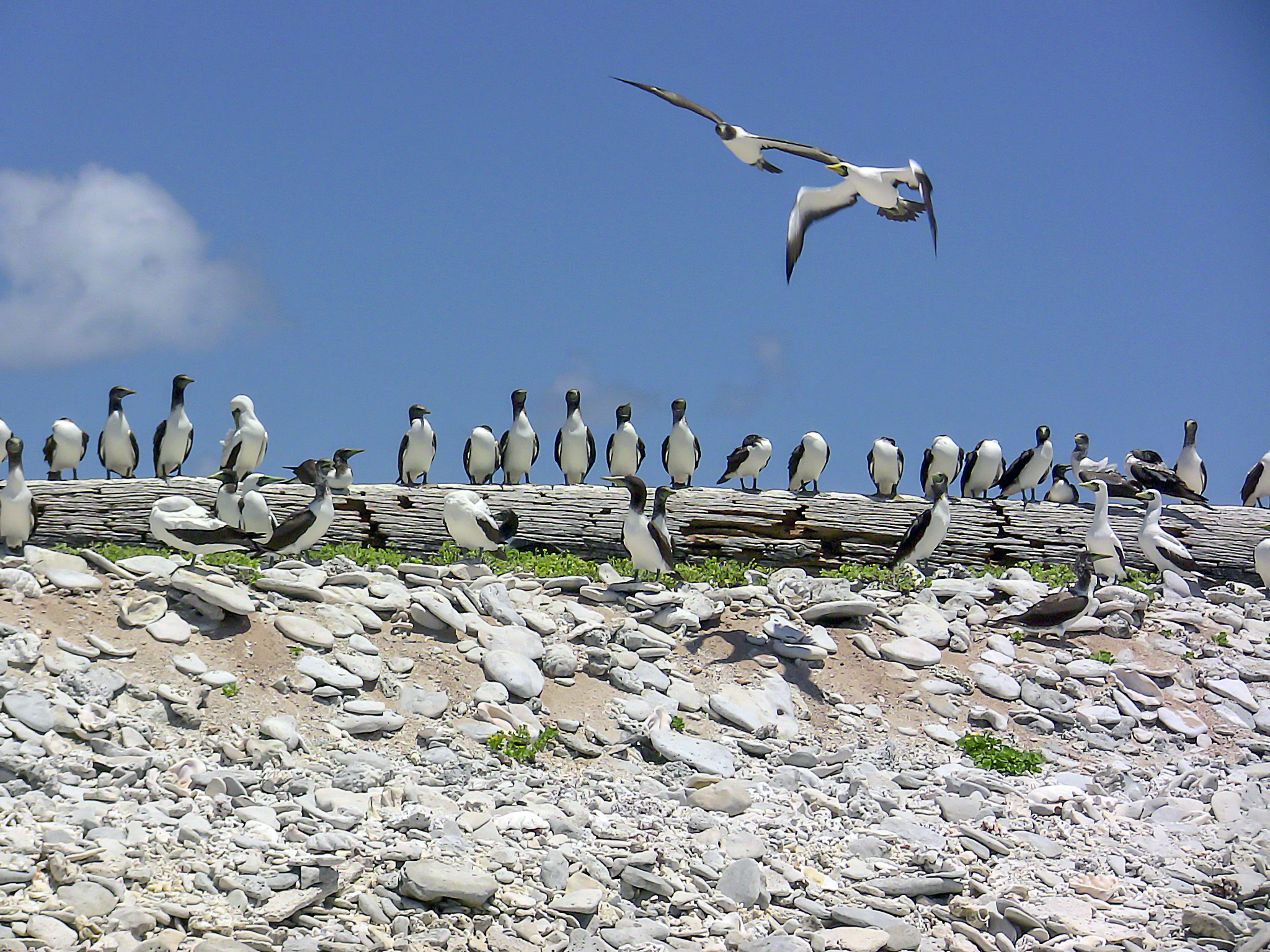
蒙面鰹鳥
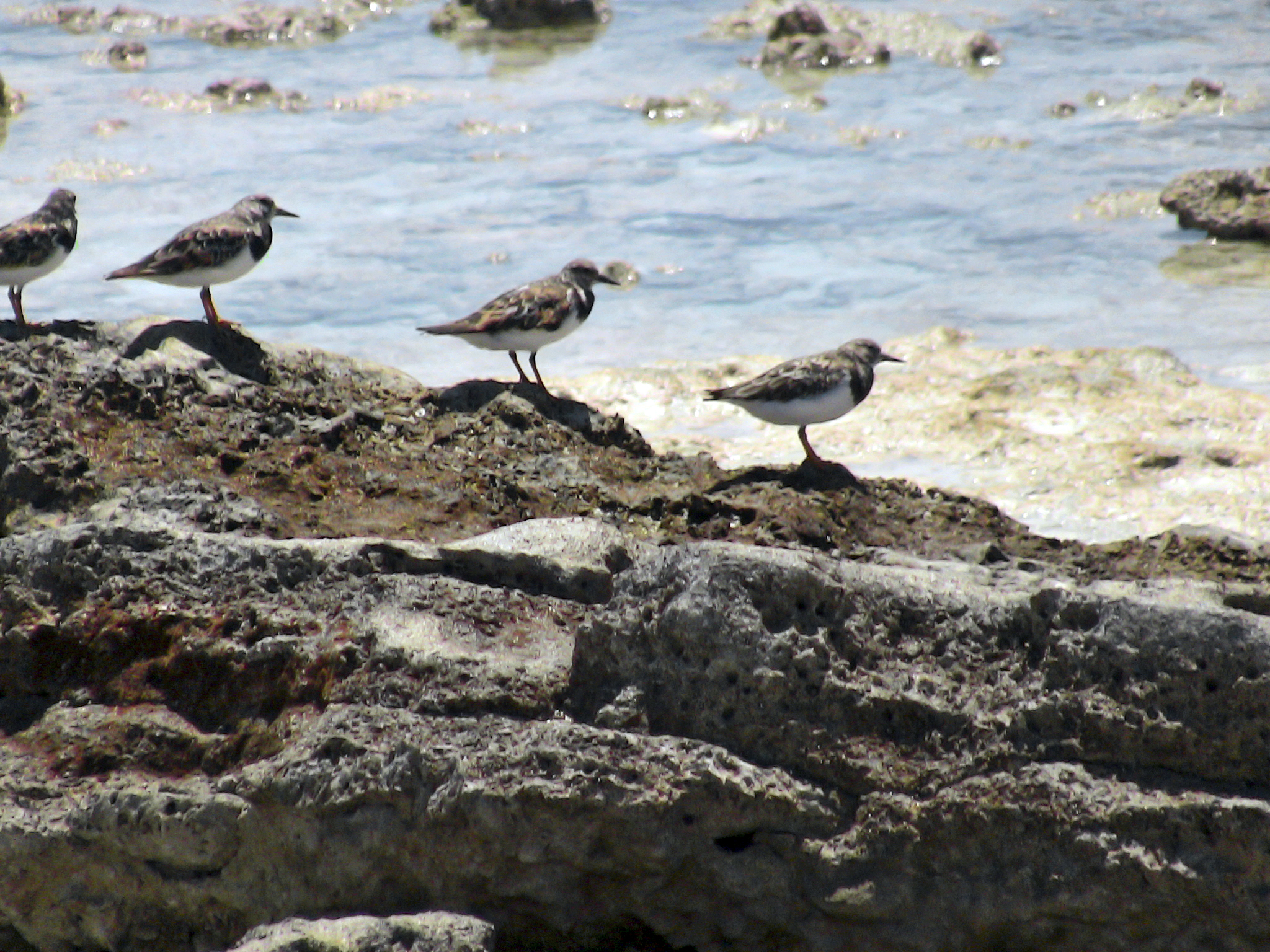
翻石鹬
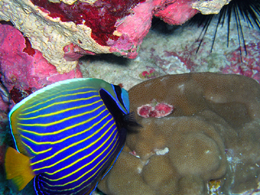
神仙魚和駝峰珊瑚
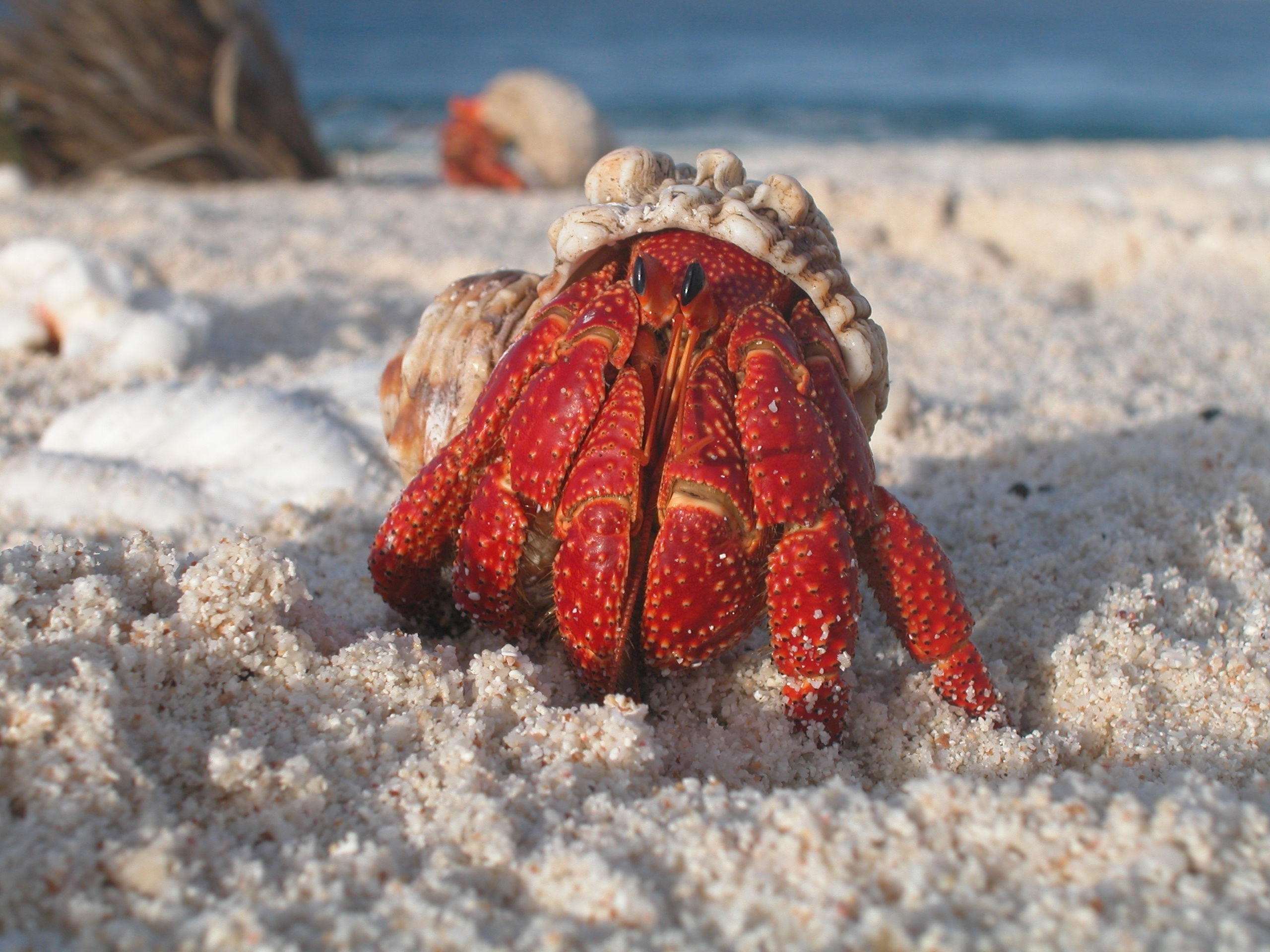
寄居蟹

1974年6月27日，美國內政部長羅傑斯·莫頓創立了豪蘭島國家野生動物保護區，並於2009年進行了擴建，增加了該島12海裡（22公里）範圍內的水下土地。這一保護區現在擁有648英畝（2.62平方公里）的陸地和410,351英畝（1,660.63平方公里）的水域。該島與其他六個島嶼一樣，由美國魚類和野生動物管理局管理，作為太平洋偏遠島嶼國家野生動物保護區的一部分。2009年1月，喬治·W·布希總統升級該實體為太平洋偏遠島嶼海洋國家保護區。
島上的生態環境受到多種外來入侵物種的影響。1854年引入的黑鼠在1938年被前一年引入的貓所消滅。這些貓科動物對當地鳥類造成了破壞性，直到1985年，牠們才被成功消滅。太平洋馬唐則繼續與當地植物爭奪生存空間。
公眾只能持從美國魚類及野生動物管理局的特別用途許可證進入貝克島，許可一般僅限於科學家和教育家。該機構的代表平均每兩年參觀一次貝克島，經常協調運輸業餘無線電操作員和美國海岸警備隊，以支付高昂的後勤保障成本。

## 艾爾哈特燈塔
1930年代，殖民者在島上並興建了埃爾哈特燈塔，以紀念飛行員愛蜜莉亞·艾爾哈特。這座燈塔被設計為日間航標，形狀矮小，由白色砂岩建造，塗有黑色條紋和頂部，使其在白天在海上數英里外可見。燈塔位於西海岸中部的船隻登陸處附近，毗鄰伊塔斯卡敦遺址，但在1960年代初，該建築由美國海岸警衛隊布萊克霍號的人員進行了重建.。然而據報導，到了2000年，燈塔已經陷入破敗，幾十年來都沒有進行重新翻新。
安·佩勒格雷諾曾於1967年飛越該島，琳達·芬奇於1997年在紀念埃爾哈特1937年環球飛行的紀念性環球飛行中飛越該島。雖然並未嘗試著陸，但佩萊格雷諾和芬奇兩人在此次飛行飛得足夠低，並在島上投下了花圈。

## 另見
- 美國本土外小島嶼燈塔列表（英语：List_of_lighthouses_in_the_United_States#United_States_territories）
- 豪兰和贝克群岛
- 大洋洲岛屿历史
- 鳥糞島索賠清單（英语：List of Guano Island claims）

### 書籍
- Bryan, Edwin H. Jr. American Polynesia and the Hawaiian Chain. Honolulu, Hawaii: Tongg Publishing Company, 1942.
- Butler, Susan. East to the Dawn: The Life of Amelia Earhart. Cambridge, MA: Da Capa Press, 1999. ISBN 0-306-80887-0.
- Grover, David H. . Warship International. 2001,. XXXVIII (4): 339–340. ISSN 0043-0374.
- "Eyewitness account of the Japanese raids on Howland Island (includes a grainy photo of Itascatown)." （页面存档备份，存于） ksbe.edu. Retrieved: October 10, 2010.
- Irwin, Geoffrey. The Prehistroric Exploration and Colonisation of the Pacific. Cambridge, UK: Cambridge University Press, 1992. ISBN 0-521-47651-8.
- Long, Elgen M. and Marie K. Long. Amelia Earhart: The Mystery Solved. New York: Simon & Schuster, 1999. ISBN 0-684-86005-8.
- Maude, H.E. Of Islands and Men: Studies in Pacific History. Melbourne, Australia: Oxford University Press, 1968.
- Safford, Laurance F. with Cameron A. Warren and Robert R. Payne. Earhart's Flight into Yesterday: The Facts Without the Fiction. McLean, Virginia: Paladwr Press, 2003. ISBN 1-888962-20-8.
- Sharp, Andrew. The Discovery of the Pacific Islands. Oxford: Oxford University Press, 1960.
- Suárez, Thomas. Early Mapping of the Pacific. Singapore: Periplus Editions, 2004. ISBN 0-7946-0092-1.

## 外部連結
- Howland Island National Wildlife Refuge （页面存档备份，存于）
- Geography, history and nature on Howland Island
- 'Voyage of the Odyssey' （页面存档备份，存于） - pictures and travelogue